# Гайтеро, Альберто
Альберто Гайтеро (исп. Alberto Gaitero Martin; род. 3 июля 1996) — испанский дзюдоист, чемпион и призёр первенств Испании среди кадетов и юниоров, чемпион Европы среди молодёжи, призёр чемпионата Испании среди взрослых, победитель и призёр этапов Кубка Европы и Большого шлема, серебряный призёр Средиземноморских игр 2018 года в Таррагоне (Испания), бронзовый призёр чемпионата Европы 2021 года в Лиссабоне (Португалия). Выступает в полулёгкой весовой категории (до 66 кг). На чемпионате мира 2018 года в Баку Гайтеро чисто проиграл первую схватку предварительной стадии бразильцу Шарлесу Чибане и выбыл из борьбы за медали.